# MSC Bellissima
Az MSC Bellissima egy üdülőhajó, amelyet az MSC Cruises üzemeltet. A franciaországi Saint-Nazaire-i Chantiers de l'Atlantique -ban építették.
A hajó a társaság Meraviglia osztályához csatlakozott. Űrtartalma 171 598 tonna, kapacitása 4,500 utas. A hajó 2019 márciusában debütált.
Az MSC Cruises bejelentette minden észak-amerikai útvonal felfüggesztését 2020. június 30-ig a COVID-19 járvány miatt.

## Története
A gerincfektetés és az érmés ceremónia 2017. november 15-én történt. 2,217 kabint és 1,418 erkélyt is tartalmaz, amelyek 5,686 vendég befogadására alkalmasak, 315,8 m hosszú és 43 m széles. 2018. június 14-én a hajót kiúsztatták . Tengeri kísérleteire 2018 decemberében került sor. Andrea Bocelli a fia mellett a hajó keresztelésén lépett fel.

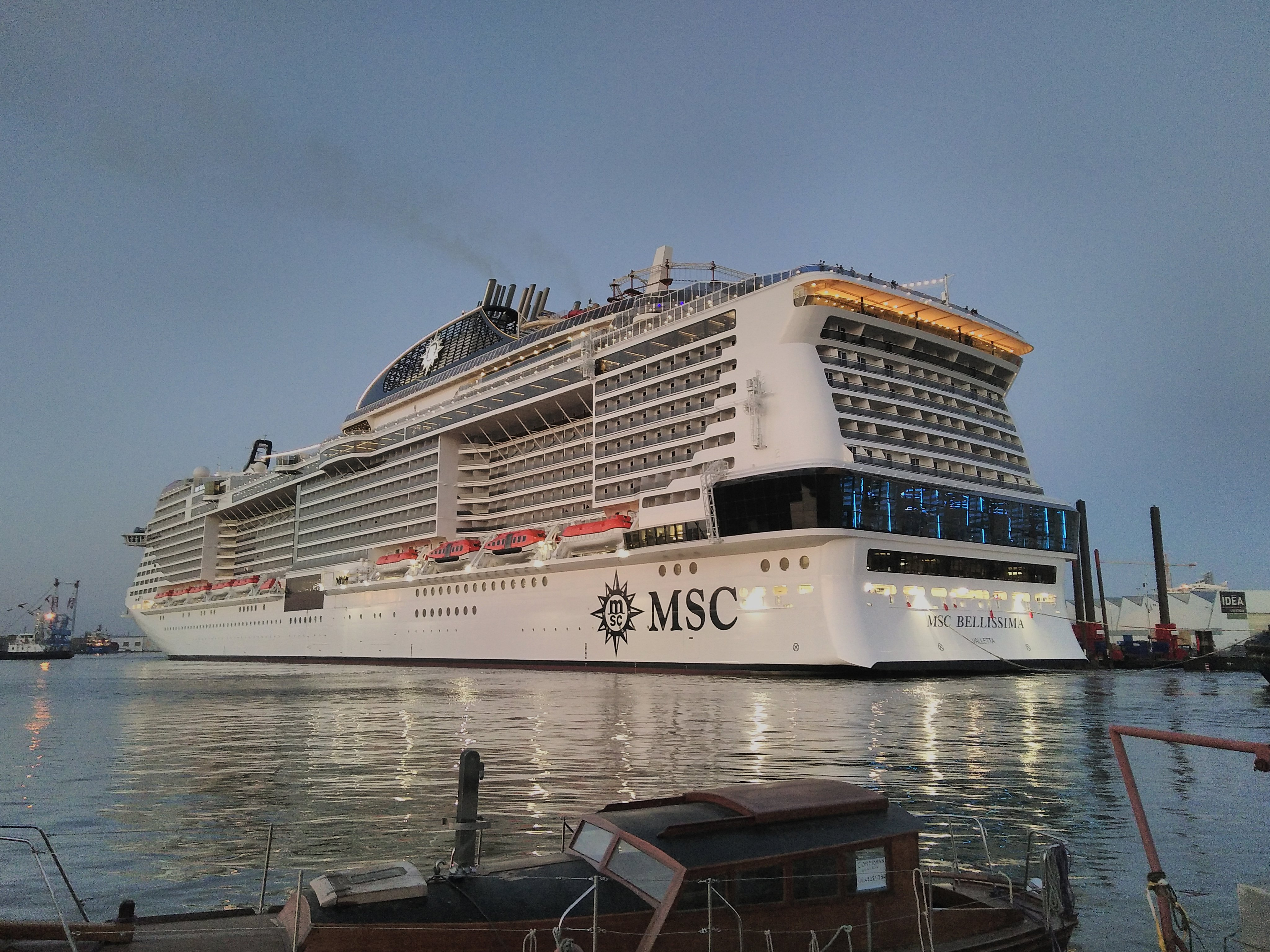
Az MSC Bellissima Saint-Nazaire-ben, az indulást megelőző napon, 2019. február 26-án

Az MSC Bellissimát hivatalosan 2019. március 2-án nevezte el Southamptonban, Sophia Loren színésznő. Az eredeti szertartást a rakparti sátorban el kellett hagyni a nagy szél miatt, ezért gyorsan megszervezték a helyettesítő szertartást, és Loren megnyomott egy gombot a hajó hídján, hogy összetörje a pezsgősüveget a hajó orrán.
Az MSC Cruises együttműködve a Harman International-el létrehozta "ZOE" -t, az első virtuális asszisztenst, amely szerepel az MSC Bellissimán és az összes jövőbeni MSC Cruises hajón. 2019 szeptemberében, az MSC Cruises a Swarovski-val való hosszú távú kapcsolatának részeként az MSC Bellissima egy 700 000 kristállyal díszített lakosztályt mutatott be.
2020. február 13-án az MSC Bellissima szerepelt az Ultimate Mega Cruise Ship műsorban az 5-ös csatornán az Egyesült Királyságban.

## Események

### Koronavírus világjárvány
Március 21-én az indiai Telangana állam illetékesei arról számoltak be, hogy az MSC Bellissima legénységének egyik 33 éves tagjának SARS-CoV-2 tesztje pozitív értéket mutatott. A legénység tagja arról is beszámolt, hogy Dubajban járt, és a jelentés idején stabil volt.
2020. március 24-én a jelentések szerint három azori lakos pozitívnak bizonyult, akik az MSC Bellissima korábbi utasai voltak a Dubaiba tartó hajóút során, 2020. március 7-től 2020. március 14-ig.
2020. április 2-án az MSC Bellissima legénységének 22 éves tagja, aki Dubajiból való hazatérése után otthon karanténba helyezte magát a szicíliai Trappetóban, bejelentette, hogy aznap pozitív lett a tesztje. 2020. április 10-én az ausztriai klagenfurti táncosnő, aki fellépett a Cirque du Soleil show-n az MSC Bellissima fedélzetén, pozitív tesztet mutatott, amikor még a hajón tartózkodott. A személyzet tagját egy nappal azelőtt tesztelték, hogy hazaindulna, és az eredmény meglepő volt, mivel tünetmentes volt. 2020. május 4-től több mint 50 napra ragadt az MSC Bellissima fedélzetén. 

## Fordítás
- Ez a szócikk részben vagy egészben  a   MSC Bellissima című angol Wikipédia-szócikk ezen változatának fordításán alapul.  Az eredeti cikk szerkesztőit annak laptörténete sorolja fel. Ez a jelzés csupán a megfogalmazás eredetét és a szerzői jogokat jelzi, nem szolgál a cikkben szereplő információk forrásmegjelöléseként.